# Dricka barntår
Dricka barntår hör samman med barnsängsbesök och har långa anor i de flesta kulturer. Seden att besöka mor och barn efter förlossningen har ofta namn där "fot" eller "tå" ingår. Orden kan härledas från det lågtyska ordet Kindesfood, "barnföda", som så småningom omvandlades till Kinderfuß. Det finska namnet varpajaiset används också av finlandssvenskar. På sina håll i Finland upplevdes barnsängskalasen, varpajaiset, viktigare än dopet.
Dricka barntår blev småningom pappornas fest och ordnas helst innan mamma och barn kommit hem från BB. Sprit och cigarrer är de viktigaste festelementen.